# Darío Verón
Darío Anastacio Verón Maldonado (* 26. Juli 1979 in San Ignacio) ist ein ehemaliger paraguayischer Fußballspieler.

## Karriere
Der mit Spitznamen Hechicero genannte Verón begann seine Profikarriere 1999 beim 12 de Octubre Football Club und gehörte zu der Mannschaft, die 2002, fünf Jahre nach dem Aufstieg in die erste Liga, die erste paraguayische Landesmeisterschaft der Vereinsgeschichte gewann. Hierbei erzielte Verón in der 86. Minute im Entscheidungsspiel gegen Guaraní das entscheidende Tor. Im darauffolgenden Jahr wurde er vom chilenischen Klub Cobreloa Calama unter Vertrag genommen, mit dem er ebenfalls die Meisterschaft gewann. 
Nach seinem Wechsel zum mexikanischen Klub UNAM Pumas gelang 2004 mit dem Gewinn des Clausura-Turniers der erste Titelgewinn nach 14 Jahren, dem in der zweiten Jahreshälfte auch noch die Apertura-Meisterschaft folgte. Fünf Jahre später leistete der Führungsstarke und mit einem guten Stellungsspiel im Strafraum ausgestattete Verón erneut seinen Beitrag zum nächsten Titelgewinn, der Clausura-Meisterschaft 2009.
In der Nationalelf Paraguays debütierte Darío Verón am 27. Januar 2001 im Spiel gegen Südkorea. Für die Copa América war er 2001 erstmals nominiert, kam jedoch nicht zum Einsatz. Auch 2004 stand er im Kader, wurde aber von Nationaltrainer Aníbal Ruiz erneut nicht eingesetzt. Zum Stammspieler in der Nationalmannschaft wurde er mit der Qualifikationsrunde zur Fußball-Weltmeisterschaft 2010, bei der er in elf von 18 Partien zum Einsatz kam. Bei der Weltmeisterschaftsendrunde in Südafrika kam Paraguay bis ins Viertelfinale, wobei Verón während des gesamten Turniers zu keinem Einsatz kam. 

## Titel und Erfolge
- Paraguayische Primera División 2002 Clausura mit dem 12 de Octubre Football Club, 2018 Clausura, 2018 Apertura, 2019 Apertura mit Olimpia
- Chilenische Primera División 2003 Apertura mit Cobreloa
- Mexikanische Primera División 2004 Clausura, 2004 Apertura, 2009 Clausura mit UNAM Pumas
- Campeón de Campeones 2004 mit UNAM Pumas